# Constantijn II van Rome
Flavius Claudius Constantinus, bekend als Constantijn II (Arles februari 316 – 340) was een Romeins keizer van 337 tot 340.
Constantijn was de oudste zoon van Constantijn de Grote en diens vrouw Fausta. Hij werd al op 1 maart 317 benoemd tot Caesar, en werd al vanaf jonge leeftijd meegenomen op veldtochten. In september 337, na de dood van Constantijn de Grote, kwamen Constantijn en zijn jongere broers Constantius II en Constans bij elkaar om het land te verdelen tussen hun drieën. Constantijn kreeg Brittania, Gallia, Hispania en een stuk van Mauretania. 
In 340 trok hij ten strijde tegen Constans in Italië, om wat land van hem af te pakken. Constantijns leger werd echter verslagen en hijzelf kwam om het leven nabij Aquileia. Constans nam zijn gebieden over.